# District de Nîmes
Le district de Nîmes est une ancienne division territoriale française du département du Gard de 1790 à 1795.

## Composition
Il était composé des cantons de Nîmes, Aiguemortes, Aimargues, Héraclée, Manduel, Marguerittes, Milhaud et Vauvert.

## Administration
Le président du Directoire du district fut Jean-César Vincens-Plauchut.